# Flâneur

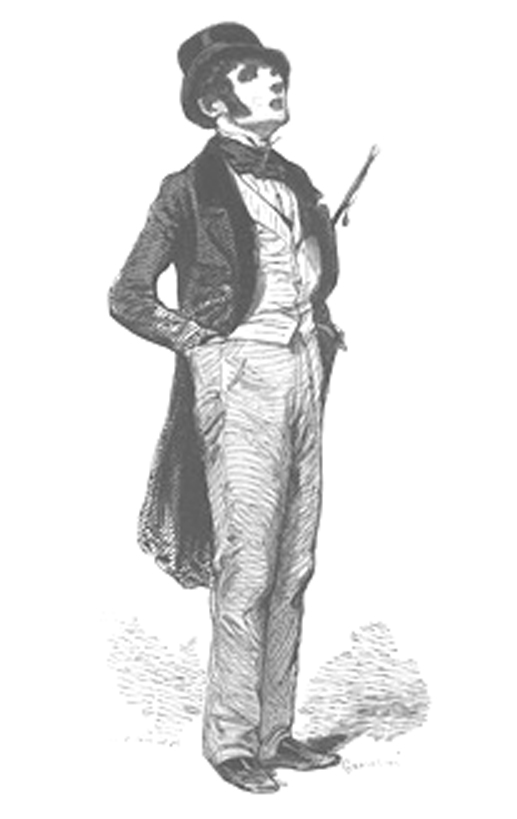
Paul Gavarni, Le Flâneur, 1842.

El mot flâneur (/n/ flɑnœʀ) prové del francès, i significa 'passejant', 'rodaire'. La paraula flânerie 'vagareig' es refereix a l'activitat pròpia del flâneur: vagar pels carrers, errar sense rumb, sense objectiu, obert a totes les impressions que se li ofereixin. És un terme conegut sobretot per la seva associació amb la figura de Charles Baudelaire, que la fa servir per a caracteritzar l'artista amb esperit independent, apassionat, imparcial. Es relaciona amb la figura del dandy, el final de segle i l'esteticisme anglès.
Sota la influència de Georg Simmel, el filòsof alemany Walter Benjamin (traductor a la llengua alemanya del mateix Baudelaire) donà un desenvolupament més gran a aquesta noció, i des de les seves aportacions, multitud d'altres pensadors han treballat sobre el concepte, lligant-lo a les condicions de la modernitat, a l'aparició de les grans metròpolis del segle xix, a la influència de l'urbanisme i a la idea del cosmopolitisme.

## Origen i història
El terme flâneur data dels segles XVI-XVII, i fa referència a l'acte de passejar, a l'esbargiment, sovint amb el matís pejoratiu de "perdre el temps". No obstant, durant el segle xix el personatge va cobrar identitat pròpia en adquirir tota una sèrie de noves qualitats i atributs.
El Gran Diccionari Universal Larousse del segle XIX (volum 8, 1872) el descrivia amb ambivalència, inquiet i gandul a parts iguals, i presentava una taxonomia dels flâneurs segons freqüentessin els bulevards, els parcs, les galeries o els cafès. Sainte-Beuve va escriure que la flânerie «és el més oposat a no fer res». Honoré de Balzac descriu la flânerie com «gastronomia per als ulls». Anaïs Bazin va apuntar que «l'únic, el vertader sobirà de París és el flâneur». Victor Fournel, a Ce qu’on voit dans les rues de Paris (El que hom veu en els carrers de París, 1867), va dedicar un capítol a l'"art de la vagabunderia". Per a Fournel, el deambular recreatiu no és pas mandrós sinó, més aviat, una manera d'aprehendre la complexa riquesa del paisatge urbà.
A la dècada de 1860, en plena reconstrucció de París pel Baró Haussmann sota el regnat de Napoleó III, Charles Baudelaire presentava un retrat memorable del flâneur com l'artista-poeta de la moderna metròpoli:
{{Citació|La multitud és el seu element, com l'aire per als ocells i l'aigua per als peixos. La seva passió i la seva professió el porten a fer-se una sola carn amb la multitud. Per al perfecte flâneur, per a l'observador apassionat, és una alegria immensa establir el seu estatge en el cor de la multitud, entre el flux i reflux del moviment, enmig del fugitiu i l'infinit. Estar lluny de la llar i tot i així sentir-se a casa a qualsevol part, contemplar el món, estar al centre del món, i no obstant passar desapercebut —tals són els petits plaers d'aquests esperits independents, apassionats, incorruptibles, que la llengua tot just ateny a definir maldestrament. L'espectador és un príncep que vagi on vagi es complau en el seu anonimat. L'amant de la vida fa del món sencer la seva família, de la mateixa manera que l'amant del bell sexe augmenta la seva família amb totes les belleses que alguna vegada va conèixer, accessibles i inaccessibles, o com l'amant d'imatges viu en una societat màgica de somnis pintats sobre un llenç. Així, l'amant de la vida universal penetra en la multitud com un immens cúmul d'energia elèctrica. O podríem veure'l com un mirall tan gran com la mateixa multitud, un calidoscopi dotat de consciència, que en cada un dels seus moviments reprodueix la multiplicitat de la vida, la gràcia intermitent de tots els fragments de la vida.|Charles Pierre Baudelaire|
Segons Fournel i la seva anàlisi de la poesia de Baudelaire, Walter Benjamin descrivia el flâneur com la figura essencial del modern espectador urbà, un detectiu aficionat i un investigador de la ciutat. Més encara, el seu flâneur era un producte de l'alienació pròpia de la ciutat i del capitalisme. Per a Benjamin, el flâneur coneix el seu fi amb l'arribada de la societat de consum. En aquests textos, el flâneur és sovint juxtaposat a la figura del badaud, el "tafaner" o "papanates". Fournel escriu: «El flâneur no pot confondre's a si mateix amb el badaud; hi ha un matís. (...) El flâneur pur es troba sempre en complet domini de la seva individualitat, mentre que la individualitat del badaud desapareix. És absorbida pel món exterior (...) que la contamina fins al punt d'oblidar-se de si mateix. Influenciat per l'espectacle que ofereix de la seva persona, el badaud es converteix en un ésser impersonal; ja no és un ésser humà, és part del públic, de la massa.»
En les dècades posteriors a l'anàlisi de Benjamin, el flâneur ha estat objecte de gran nombre d'apropiacions i interpretacions. La figura del flâneur ha estat utilitzada —entre altres coses— per explicar la moderna experiència urbana, la condició del ciutadà espectador, la lluita de classes i les divisions del gènere en les ciutats del segle xix, així com per descriure l'alienació moderna, les fonts de la cultura de masses i la mirada expectant postmoderna. Tanmateix, ha constituït una font d'inspiració per a escriptors i analistes; és el cas de l'escriptor suís Robert Walser, qui el 1917 va publicar un relat curt titulat Der Spaziergang ("El passeig"), una peça emblemàtica de la literatura flâneur.